# Mateus de Abreu Pereira
Dom Mateus de Abreu Pereira  (Campanário, 8 de agosto de 1742 — São Paulo, 5 de maio de 1824) foi um sacerdote católico português e quinto bispo de São Paulo. Foi conde romano.
Era filho de António de Abreu e de Vicência Pereira, naturais da paróquia do Campanário, na altura freguesia do concelho do Funchal, ilha da Madeira.

## Presbiterado
Dotado de inteligência privilegiada, possuía uma cultura invejável. Estudou em Paris e Coimbra, tendo se formado em Direito Canónico. Foi ordenado sacerdote em 1761, aos vinte anos de idade. Foi clérigo secular do hábito de São Pedro, tendo exercido o ministério sacerdotal nas freguesias de Ventosa do Bairro e Almedina, na Diocese de Coimbra.

## Episcopado
No dia 2 de agosto de 1794 foi indicado bispo de São Paulo por Dom João, regente de Portugal. A 1 de junho de 1795, aos 52 anos, foi confirmado, por breve do Papa Pio VI.
Foi ordenado bispo, na igreja de São Francisco de Paula, em Lisboa, no dia 13 de setembro de 1795, pelas mãos de Dom Luís de Brito Homem, então bispo de Angola, depois bispo do Maranhão; sendo consagrantes Dom Alexandre da Silva Pedrosa Guimarães, Bispo de Macau, China, e Dom José Joaquim da Cunha Azeredo Coutinho, bispo de Olinda.
Estando em Portugal, tomou posse como bispo da Diocese de São Paulo, por procuração, a 19 de março de 1796, através do Arcipreste do Cabido, o Protonotário Apostólico Monsenhor Doutor Paulo de Sousa Rocha, que governou o bispado até a sua chegada.
O novo bispo chegou a Santos a 2 de maio de 1797, junto com seu sobrinho o arcediago Cônego Manuel Joaquim Gonçalves de Andrade e o bacharel Francisco Vieira Goulart. Aí permaneceu por curto período, a fim de descansar e, depois seguiu para sua sede.
Dom Mateus exerceu foi bispo de São Paulo até 5 de maio de 1824, quando veio a falecer, aos oitenta e um anos.

## Brasão
Descrição: Escudo eclesiástico, partido: o 1º de goles com uma cruz de argente, florenciada e vazia – Armas dos Pereiras.; o 2º de goles com cinco asas de jalde postas em sautor – Armas dos Abreus. O escudo está assente em tarja branca. O conjunto pousado sobre uma cruz trevolada de ouro, com um coronel de conde, entre uma mitra de prata adornada de ouro, à dextra, e de um báculo do mesmo, a senestra, para onde se acha voltado. O todo encimado pelo chapéu eclesiástico com seus cordões em cada flanco, terminados por seis borlas cada um, tudo de verde.
Interpretação: O escudo oval obedece as regras heráldicas para os eclesiásticos. Os campos representam as armas familiares do bispo, nascido da nobreza lusitana. Os dois campos, pela sua cor goles (vermelho) simbolizam o fogo da caridade inflamada no coração do bispo, bem como valor e socorro aos necessitados. No 1º, o metal argente (prata) simboliza a inocência, a castidade, a pureza e a eloqüência, virtudes essenciais num sacerdote. No 2º, o metal jalde (ouro) simboliza: nobreza, autoridade, premência, generosidade, ardor e descortínio.

## Atividade e contribuições
Dom Mateus de Abreu Pereira manteve muito boas relações com as autoridades civis, principalmente com o governador Bernardo José de Lorena, de quem era íntimo amigo. Mas teve péssimo relacionamento com o governador seguinte Antônio de Melo Castro e Mendonça, cognominado “Pilatos”, que constantemente buscava se intrometer no governo eclesiástico. Enfrentou a disputa com o poder civil pelas taxas matrimoniais e procurou melhorar as côngruas devidas aos clérigos.
Quanto à formação do clero, Dom Mateus, homem erudito, incentivou os estudos humanistas e iluministas, já propagados por seu antecessor. Em 1809 criou as cadeiras de Teologia Dogmática e Teologia Moral. Dedicou ele uma Carta Pastoral na qual detalhava as exigências para a formação e ordenação do clero. Mas, a necessidade de aumentar o número de padres para atender as almas, obrigou-o a aceitar certas limitações. Procurou estabelecer regras para disciplinar o comportamento do clero, tendo conseguido muitos bons resultados, sendo que no seu governo destacou-se o Santo Frei Antônio de Santana Galvão, da Ordem Franciscana.
Homem de vida apostólica, Dom Mateus empreendeu penosas viagens, por estradas em péssimas condições, para realizar suas Visitas Pastorais a quase todas as paróquias de sua extensa diocese. Instalou o seu Palácio Episcopal na Chácara da Glória, na rua do Carmo, onde tinha sua magnífica biblioteca, que por sua morte foi doada à Faculdade de Direito de São Paulo. Em 15 de setembro de 1796, criou duas paróquias, dividindo São Paulo em três territórios: Curato da Sé e Freguesias do Ó e de Nossa Senhora da Penha de França.
Em 21 de abril de 1809, criou a Paróquia de São Bom Jesus de Matosinhos do Brás. Confirmou o padre José Bento Leite Ferreira de Mello como primeiro cônego honorário do seu cabido, que havia sido nomeado por carta do régia de 8 de março de 1820. Dom Mateus, por quatro vezes exerceu o cargo de governador da Capitania de São Paulo, acumulando as funções de líder civil e religioso. A primeira vez, em 1808, juntamente com Miguel Antônio de Azevedo Veiga e Joaquim Manuel do Canto.
A segunda, de 1813 a 1814, juntamente dom Dom Nuno Eugênio Lócio e Miguel José de Oliveira Pinto. A terceira, de 1816 a 1819, com os mesmos componentes da segunda junta. A quarta, de 1822 a 1823, juntamente com José Correia Pacheco e Silva e o Marechal Cândido Xavier de Almeida e Sousa. Dom Mateus que muito havia colaborado para a independência do Brasil, nesta última participação na junta governativa, defendeu a paz e o novo governo imperial, pelo que foi condecorado por Dom Pedro I com a Imperial Ordem do Cruzeiro.

## Ordenações episcopais
Dom Mateus foi o principal sagrante dos seguintes bispos:
- Dom José de Santa Escolástica Álvares Pereira OSB
- Dom Francisco de São Dâmaso Abreu Vieira OFM
- Dom José Maria de Araújo OSH

## Ordenações para padres
Dom Mateus sagrou o Padre Hippolyto Pinto Ribeiro, pai do Gal.Hyppolito Antônio Pinto Ribeiro, "O herói de Canguçu"